# Lista miejsc związanych z Domkiem na prerii
Lista obejmuje miejsca związane z osobami Laury Ingalls Wilder i jej krewnymi oraz książkami z serii Domek na prerii i ich ekranizacjami.

## B
- Big Sky Ranch – jedno z głównych rancz filmowych, na terenie którego powstawał serial Domek na prerii
- Boulder (Kolorado) – miejsce zamieszkiwania Carrie Ingalls
- Brookfield (Wisconsin) – miejsce urodzenia Caroline Ingalls
- Burke (Nowy Jork) – miasto najbliższe miejsca urodzenia Almanzo Wildera
- Burr Oak (Iowa) – miejsce zamieszkania Ingallsów w latach 1876–1877 i narodzin Grace Ingalls

## C
- Carthage (Dakota Południowa) – osada w pobliżu DeSmet, zwana wówczas Osadą Bouchiego, w której nauczała Laura Ingalls Wilder (Szczęśliwe lata)
- Concord (Wisconsin) – miejsce zamieszkania we wczesnym dzieciństwie Caroline Ingalls
- Cuba (Nowy Jork) – miejsce urodzenia Charlesa Ingallsa

## D
- Danbury (Connecticut) – miejsce zamieszkania Rose Wilder
- De Smet (Dakota Południowa) – miejsce zamieszkania Ingallsów od 1871 roku

## E
- Elgin (Illinois) – miasto, w pobliżu którego w latach 40. XIX wieku mieszkał Charles Ingalls

## G
- Gmina Campton (Illinois) – miejsce zamieszkania w dzieciństwie Charlesa Ingallsa

## I
- Independence (Kansas) – miasto najbliższe miejsca zamieszkania Ingallsów w latach 1868–1870

## J
- Jezioro Pepin – jezioro w pobliżu miasta Pepin

## K
- Keystone (Dakota Południowa) – miejsce zamieszkania Carrie Ingalls z rodziną oraz śmierci Mary Ingalls

## L
- Lake City (Minnesota) – miejsce zamieszkania Ingallsów w roku 1874
- Lund (Wisconsin) – osada oddalona o ok. 1,5 km od chaty z bali, w której urodziła się i spędziła pierwsze miesiące życia Laura Ingalls

## M
- Malone (Nowy Jork) – duże miasto w pobliżu miejsca urodzenia Almanzo Wildera. Rodzina Wilderów mieszkała nieopodal do roku 1871
- Manchester (Dakota Południowa) – miejsce zamieszkania Grace Ingalls
- Mankato (Minnesota) – duże miasto w pobliżu Walnut Grove; często wspominane w serialu Domek na prerii
- Mansfield (Missouri) – ostateczne miejsce zamieszkania (oraz śmierci) Laury i Almanza Wilderów

## P
- Pedro (Dakota Południowa) – miasto, w którym pracowała Carrie Ingalls, mieszkając w Topbar
- Pepin (Wisconsin) – miasto, w pobliżu którego urodziła się Laura Ingalls Wilder

## R
- Redfield (Dakota Południowa) – miasto, w którym do college’u uczęszczała Grace Ingalls
- Roseland (Dakota Południowa) – miasto, w którym mieszkała i pracowała Carrie Ingalls
- Rothville (Missouri) – miasto, w którym w roku 1868 mieszkali Ingallsowie
- Roxbury (Massachusetts) – miasto, z którego pochodziła matka Caroline Ingalls; Charlotte Tucker (zd. Morse)

## S
- Simi Valley (Kalifornia) – miasto, w którym na ranczu filmowym powstawało większość ujęć plenerowych, do serialu Domek na prerii
- Sleepy Eye (Minnesota) – miasto, w pobliżu Walnut Grove, często odwiedzane przez bohaterów serialu Domek na prerii
- South Troy (Minnesota) – miejsce zamieszkania Ingallsów w roku 1876, na farmie krewnych oraz śmierci Freddiego Ingallsa
- Springfield (Minnesota) – miasto, w pobliżu Walnut Grove, często odwiedzane przez bohaterów serialu Domek na prerii
- Spring Valley (Minnesota) – miejsce zamieszkania rodziny Wilderów od roku 1875 oraz Laury i Almanza z Rose w latach 1889–1891
- Srebrne Jezioro (ang. Silver Lake) – dawne jezioro, obecnie mokradła na wschód od De Smet (Dakota Południowa), często wspominane w powieściach Laury Ingalls Wilder. W pobliżu znajdują się dom Ingallsów (obecnie muzeum) i Dom Geometrów (Plik:Surveyors house little house on the prairie.jpg)
- Śliwkowy Strumień (ang. Plum Creek) (Plik:PlumCreekMinnesota.jpg) – strumień na północny zachód od Walnut Grove, nad którym znajdowała się ziemianka Ingallsów, a następnie w pobliżu – dom

## T
- Terytorium Indian – obszar, na terenie którego mieszkali Ingallsowie w latach 1868–1870
- Topbar (Dakota Południowa) – osada, w pobliżu której mieszkała Carrie Ingalls
- Tracy (Minnesota) – ostatnie miasto, do którego docierała kolej w początkowych latach 80 XIX wieku, gdy Ingallsowie przenieśli się do Dakoty

## V
- Verdigris (rzeka) – rzeka przepływająca przez miasto Independance w Kansas, gdzie mieszkali Ingallsowie w latach 1868–1870
- Vinton (Iowa) – miejscowość, w której znajduje się szkoła dla niewidomych, do której uczęszczała Mary Ingalls

## W
- Walnut Grove (Minnesota) – miasto, w którym mieszkali Ingallsowie w latach 1874–1876 oraz 1877–1879
- Westville (Floryda) – miejsce zamieszkania Laury, Almanza i Rose Wilderów, w latach 1891–1892
- Wielkie Bagnisko (ang. Big Slough) – mokradła na południowy wschód od DeSmet w Dakocie Południowej
- Winoka (Terytorium Dakoty) – fikcyjne miasteczko na Terytorium Dakoty, w którym mieszkali przez pewien czas bohaterowie serialu Domek na prerii